# Eublemma basifusca
Eublemma basifusca är en fjärilsart som beskrevs av Embrik Strand 1917. Eublemma basifusca ingår i släktet Eublemma och familjen nattflyn. Inga underarter finns listade i Catalogue of Life.